# Valdigem
Valdigem ist ein Ort und eine ehemalige Gemeinde (Freguesia) im portugiesischen Kreis Lamego. Die Gemeinde hatte 896 Einwohner (Stand 30. Juni 2011).
Am 29. September 2013 wurden die Gemeinden Valdigem und Parada do Bispo zur neuen Gemeinde União das Freguesias de Parada do Bispo e Valdigem zusammengeschlossen. Valdigem ist Sitz dieser neu gebildeten Gemeinde.